# Alfredo Torero Fernández de Córdova
Alfredo Augusto Torero Fernández de Córdova (Huacho, 10 de setembre de 1930 - València, 19 de juny de 2004) va ser un antropòleg i lingüista peruà que va fundar la Lingüística Andina en el el Perú amb el seu article "Los dialectos quechuas", publicat el 1964. Va investigar no sols des del gabinet d'estudi i les fonts bibliogràfiques, sinó també va fer treball de camp en contacte amb les comunitats en indagació. A més d'estudiar, analitzar i descriure la llengua quítxua i la aimara, també descriu llengües extintes com mochica, puquina, quingam i cholón.

## Biografia
Va iniciar els seus estudis escolars en el Col·legi San José dels Germans Maristes a Huacho. Després, el reconegut lingüista va demostrar la seva vocació per aquesta especialitat quan va acabar els seus estudis secundaris com a alumne del Colegio Nacional de Nuestra Señora de Guadalupe, on va descobrir i va comprovar la gran diversitat de llengües que coexistien entre els seus companys provinents de gairebé totes les províncies del Perú que residien com a estudiants de l'internat.
Torero va convertir aquesta inquietud sociocultural en tot un repte acadèmic quan va ser estudiant de la Facultat de Lletres i Ciències Humanes de la Universitat Nacional Major de San Marcos, en la qual es va graduar a inicis de la dècada del 60, per a després viatjar a França, on va seguir el doctorat en la Universitat de París. Allí va obtenir el doctorat el 1965, sota la direcció del lingüista André Martinet, amb la seva tesi Le puquina, la troisième langue générale du Pérou.
De retorn al Perú no sols es va dedicar per complet a la docència i la recerca en la UNMSM, sinó també es va vincular a grups i organitzacions pageses i amazòniques, a fi de reivindicar i preservar les seves llengües i drets ciutadans, va ser un fervorós defensor dels drets del poble i la comunitat universitària. Durant la dècada dels 80, Torero es va convertir en un referent acadèmic en Sant Marcos. Potser això va influir i va determinar la seva elecció com a vicerector administratiu d'aquesta universitat durant el període 1985-1990.
Va ser detingut per la DIRCOTE (Direcció contra el terrorisme) a la casa de la seva parella de llavors, la Dra. Ruth Shady el 1990, acusat de formar part de Sendero Luminoso. Es va veure obligat a abandonar el país, i des de llavors se li va impedir tornar amb processos penals oberts amb ordre de detenció.
El lingüista vivia als Països Baixos en condició d'asilat polític. Finalment va establir la seva residència a València, on va treballar a les universitats de València, Salamanca i Valladolid.
Va ser autor de la segona i més completa classificació lingüística del quítxua en la seva obra "Los dialectos quechuas" de 1964. Este trabajo apareció un año después de la clasificación que hiciera Gary Parker el 1963. Al parecer ambas investigaciones fueron realizadas de manera independiente. Entre sus obras destacan Dialectología quechua, Lengua Callahuaya, El quechua de Huarochiri en los textos de Francisco de Ávila (1966), El Quechua y La Historia Social Andina (1974) y El puquina, tercera lengua general del Perú. La seva última publicació va ser Idioma de los Andes. Lingüística e Historia publicat a Lima el 2002.

## Algunes publicacions
- "Los dialectos quechuas". Anales Científicos de la Universidad Agraria, 2, pp. 446–478. Lima, 1964.
- "Lingüística e historia de la Sociedad Andina", Anales Científicos de la Universidad Agraria, VIII, 3-4. Lima, 1970.
- El quechua y la historia social andina. Lima, Universidad Ricardo Palma. 240 p., 1974.
- "La familia lingüística quechua". En: Pottier, Bernard (ed.) América Latina en sus lenguas indígenas. Caracas; Monte Ávila Editores, C.A. pp. 61–92., 1983.
- "El comercio lejano y la difusión del quechua. El caso del Ecuador". Revista Andina, pp. 367–402, Cusco, 1984.
- "Áreas toponímicas e idiomas en la sierra norte peruana: un trabajo de recuperación lingüística". En: Revista Andina, pp. 217–257, Cusco, 1986.
- "Procesos lingüísticos e identificación de dioses en los Andes centrales". En: Revista Andina, pp. 237–263, Cusco, 1990.
- "Los sibilantes del quechua yunga y del castellano en el siglo XVI". En: Calvo Pérez, Julio (ed) Estudios de lengua y cultura amerindias I, Valencia: Universidad de Valencia, Departamento de teoría de los lenguajes, p. 241-254, 1994.
- "Entre Roma y Lima: El Lexicón quichua de fray Domingo de Santo Tomás [1560]". En: Zimmermann, Klaus (ed). La descripción de las lenguas amerindias en la época colonial (Bibliotheca Ibero-Americana, 63), pp. 271–290. 1997.
- "El marco histórico-geográfico en la interacción quechua-aru". En: Dedenbach-Salazar Sáenz, Sabine; Arellano Hoffmann, Carmen; König, Eva; Prümers, Heiko (ed) 50 años de estudios americanistas en la Universidad de Bonn: nuevas contribuciones a la arqueología, etnohistoria, etnolingüística y etnografía de las Américas = 50 years americanist studies at the University of Bonn: new contributions to the archaeo (Bonner Amerikanistische Studien, 30 / Estudios americanistas de Bonn, 30), pp. 601–630. 1998.
- Idiomas de los Andes. Lingüística e historia. Lima, IFEA. 565 p. 2002.